# ام‌اس گابریلا
ام‌اس گابریلا (به انگلیسی: MS Gabriella) یک کشتی است که طول آن ۱۶۹٫۴۰ متر (۵۵۵ فوت ۹ اینچ) می‌باشد. این کشتی در سال ۱۹۹۱ ساخته شد.